# Pedro María Lagüera Menezo
Pedro María Lagüera y Menezo (Meruelo, 12 de septiembre de 1817-Valladolid, 19 de diciembre de 1892) fue un obispo español.

## Biografía
Natural de Meruelo, diócesis y provincia de Santander, estudió la lengua Latina, Geografía y Filosofía en el Colegio de Escolapios de Villacarriedo. Muertos sus padres, quedó bajo la protección de su tío y padrino, el coronel de caballería Pedro de Menezo y de la Hoz, secretario que había sido del virrey de Méjico, y el primero que con su regimiento de Dragones Fieles del Potosí, combatió en tres batallas a los insurgentes de Nueva España.
Bajo los auspicios de dicho señor, pasó Pedro María Lagüera a la Universidad de Salamanca, en donde estudió Teología y Leyes, en cuyas carreras fue recibiendo sucesivamente los grados de bachiller y licenciado, y el de doctor en Sagrada Teología. Regentó en dicha universidad las cátedras de Perfección de Latín, Retórica y Teología, retirándose de la enseñanza disgustado por las innovaciones introducidas en aquella época en los centros universitarios, los cuales dejaron de ser pontificios.
En concurso abierto en Madrid para la provisión de Beneficios eclesiásticos en los territorios de las Órdenes militares, obtuvo la extensa parroquia de término de Barruecopardo, con la jurisdicción eclesiástica omnímoda y ordinaria de aquel territorio o vicaría de la Orden de Santiago.
A los siete años de hallarse en el desempeño de este cargo, fue nombrado arcipreste de la catedral de Orense, en donde fue provisor y vicario general, y catedrático de su Seminario conciliar. De allí fue trasladado a una canonjía de la metropolitana de Valladolid, y estando en posesión de esta prebenda durante cerca de dos años, y siendo catedrático de Teología y Cánones y rector del Seminario, fue presentado para la silla episcopal de Osma en octubre de 1861, siendo preconizado por el papa Pío IX el 23 de diciembre del mismo año y consagrado en Madrid el 1 de junio de 1862 en la iglesia de los Comendadores de Santiago por el arzobispo de Tiana, nuncio apostólico, siendo asistentes los arzobispos de Granada y Trajanópolis.
Conocedor de la Disciplina eclesiástica, fue uno de sus más acérrimos defensores. En ejercicio de su jurisdicción en Barruecopardo dio un fallo que fue anulado por el Tribunal de las Órdenes militares y confirmado por el Supremo de la Rota. En el año 1878 se suscitó una cuestión sobre las Letras Dimisorias, con el cardenal de Zaragoza, la cual se elevó a la Sagrada Congregación del Concilio, que la resolvió a favor de Lagüera. Dicha resolución consta en el Acta Sanctae Sedis, tom. XIV. Por lo demás, fueron muy conocidos son sus escritos en defensa de la inmunidad de la Iglesia y del derecho canónico, que era a menudo vulnerado por alcaldes, gobernadores y gobernantes. También fue celebrada su negativa y voto contra el «donativo forzoso», en la que demostró que los obispos no podían admitir ni hacer descuentos sobre sus pensiones, sin inferir injuria a los Sagrados Cánones.
En favor de los pobres, levantó en su diócesis una gran casa-asilo que dirigían las Hermanitas de los Ancianos Desamparados.
Destacado enemigo del liberalismo, su biógrafo dijo de él:

El ilustrísimo Sr. Lagüera es un carácter que queda retratado con las cuatro palabras de su divisa heredad de su familia: "Por la fe moriré". Así es como durante su pontificado, al mismo tiempo que ha podido hacer santo alarde de intransigencia y constancia, ha tenido ocasion de medir en su propia persona el odio que el liberalismo profesa á la Iglesia; y cual aguerrido soldado de Cristo, ha perseguido á la herejía moderna hasta sus últimas trincheras, con la cara descubierta y con el pecho desnudo, sin retroceder jamás un solo paso.

En 1870, durante el Sexenio Revolucionario, el gobierno le impidió tanto a él como al cardenal arzobispo de Compostela asistir al Concilio Vaticano I por haber defendido la independencia del ministerio pastoral que la Iglesia le había confiado, llegando hasta el punto de llevarlo entre bayonetas a Madrid por no querer convertirse en miserable arma del regente del reino, intentando éste ponerle bajo la acción de tribunales civiles por haber publicado en el Boletín de su diócesis la Constitución Pontificia Apostolicae Sedis.
Después de aquellos sucesos, fue elegido senador por la circunscripción de Barcelona. Posteriormente, ya en época de la Restauración, se hizo notable por sus escritos contra el catolicismo liberal, que causaron gran controversia. En agradecimiento a su intransigente posicionamiento antiliberal, algunos católicos catalanes le regalaron una pluma de oro, que el obispo Lagüera pondría «en manos de Santa Teresa de Jesús», y que se guardó en el convento de Carmelitas Descalzos de Burgos.
Según su biógrafo, Pedro María Lagüera fue émulo de los obispos reaccionarios españoles Raimundo Strauch y José Caixal. A su muerte, el diario carlista El Correo Español lo definió como «gloria de las más legítimas y puras de la Iglesia española» y dijo que había sido «uno de esos hombres en quienes la revolución ha hallado siempre antemurales donde no pueden hacer mella sus más recios y fieros ataques». El diario integrista El Siglo Futuro lo calificó como «el infatigable apóstol a quien tanto amamos y veneramos».